# 1816 en arts plastiques
| Années des arts plastiques : 1813 - 1814 - 1815 - 1816 - 1817 - 1818 - 1819    |
| Décennies des arts plastiques : 1780 - 1790 - 1800 - 1810 - 1820 - 1830 - 1840 |

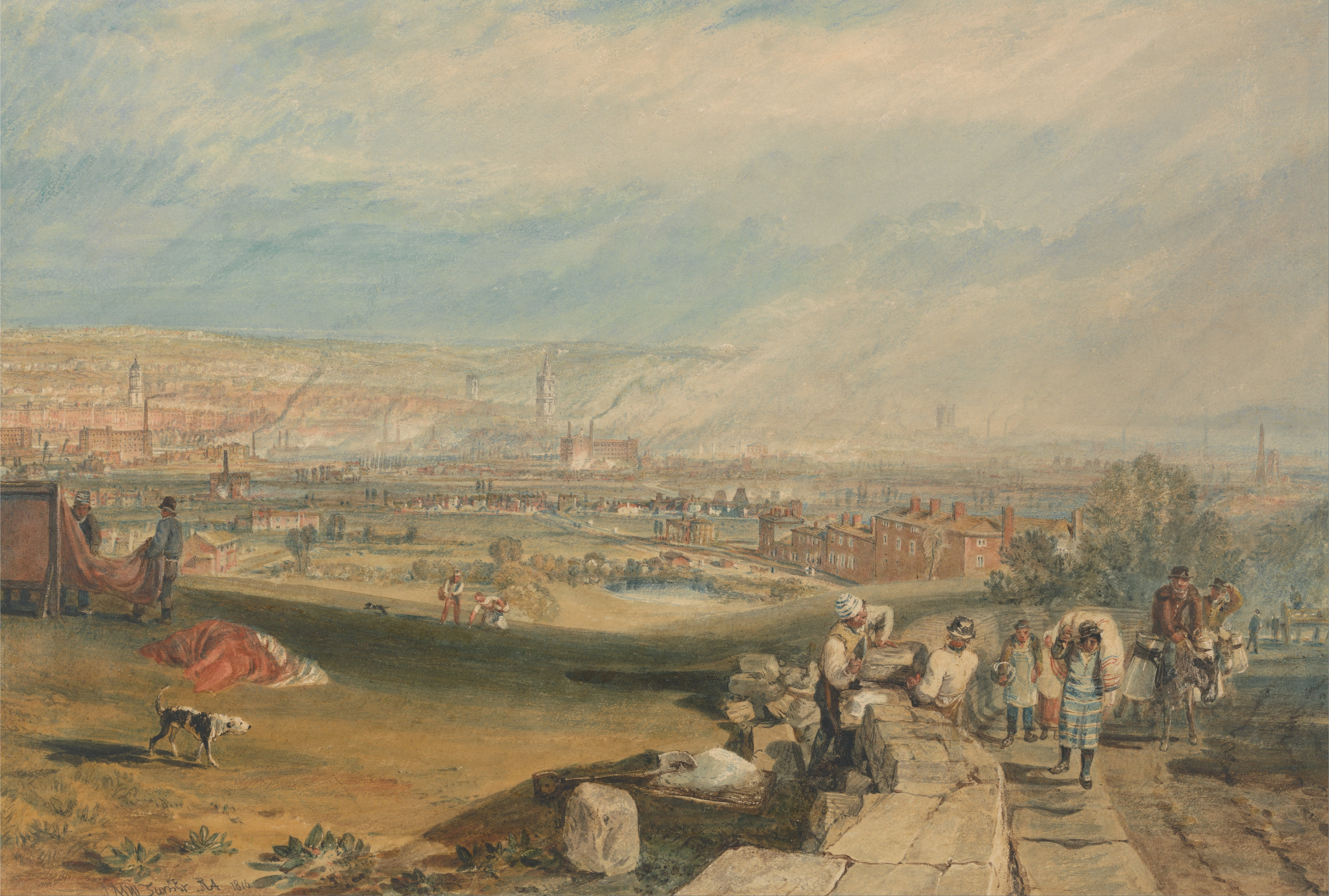
Leeds, aquarelle de Turner.

Cette page concerne l'année 1816 en arts plastiques.

## Œuvres
- Moulin de Flatford, tableau de John Constable
- Portrait de Delacroix, peintre d'Eugène Delacroix (anciennement attribué à Théodore Géricault), musée des Beaux-Arts de Rouen
- c. 1814-1816 : L'Enterrement de la sardine, huile sur table de Francisco de Goya

## Naissances
- 9 janvier : Lodovico Aureli, graveur et peintre italien († 9 août 1865),
- 21 janvier : Hortense Céline Rousselin-Corbeau de Saint-Albin, peintre française († 14 avril 1874).
- 22 février : Philippe Rousseau, peintre paysagiste, animalier et de genre français († 5 décembre 1887),
- 22 mars : John Frederick Kensett, peintre et graveur américain († 14 décembre 1872),
- 25 mars : Cherubino Cornienti, peintre italien († 12 mai 1860),
- 22 avril : Gheorghe Panaiteanu Bardasare, peintre, graveur et dessinateur roumain († 9 novembre 1900),
- 1er mai : Camille Marcille, peintre, collectionneur d'art et conservateur de musée français († 3 août 1875),
- 12 juin : Nils Blommér, peintre suédois († 1er février 1853),
- 23 juin : Henri Charles Antoine Baron, peintre et illustrateur français († 11 septembre 1885),
- 24 juin : Évariste de Valernes, peintre français († 5 mars 1896),
- 8 juillet : Charles-Édouard Boutibonne, peintre français († 7 février 1897),
- 12 juillet : Léo Drouyn, architecte, archéologue, peintre, dessinateur et graveur français († 4 août 1896).
- 30 août : Alexandrine Martin, peintre française († 2 janvier 1886)
- 22 septembre :
  - Charles Leickert, peintre belge († 5 décembre 1907),
  - Edwin Whitefield, lithographe américain († 26 décembre 1892),
- 22 octobre : Jules-Désiré Caudron, peintre français († 18 décembre 1877),
- 24 novembre : Laurent Détouche, peintre français d'histoire († 29 avril 1882),
- 25 novembre : Louis Nicolas Matoux, peintre français († janvier 1888),
- 26 novembre : Joseph Stevens, peintre animalier et graveur belge († 2 août 1892),
- 2 décembre : François Debon, peintre français († 29 février 1872),

date inconnue
- Teodoro Duclère, peintre de paysages et dessinateur italien († 1867).

## Décès
- 6 février : Gerrit Malleyn, peintre néerlandais (° 1er janvier 1773),
- 26 avril : Pierre Duflos le Jeune, graveur français (° 19 août 1742),
- 18 juin :  Jacques Wilbault, peintre français (° 28 mars 1729),
- 23 juillet : William Alexander, peintre, illustrateur et graveur anglais (° 10 avril 1767),
- 4 août : François-André Vincent, peintre français (° 30 décembre 1746),
- 29 novembre : Jean-Charles Le Vasseur, graveur français (° 21 octobre 1734),
- 28 décembre : Jacques-Nicolas Frainais d'Albert, peintre et professeur de dessin français (° 9 décembre 1763).